# Moskauer Staatliche Akademie für Choreographie

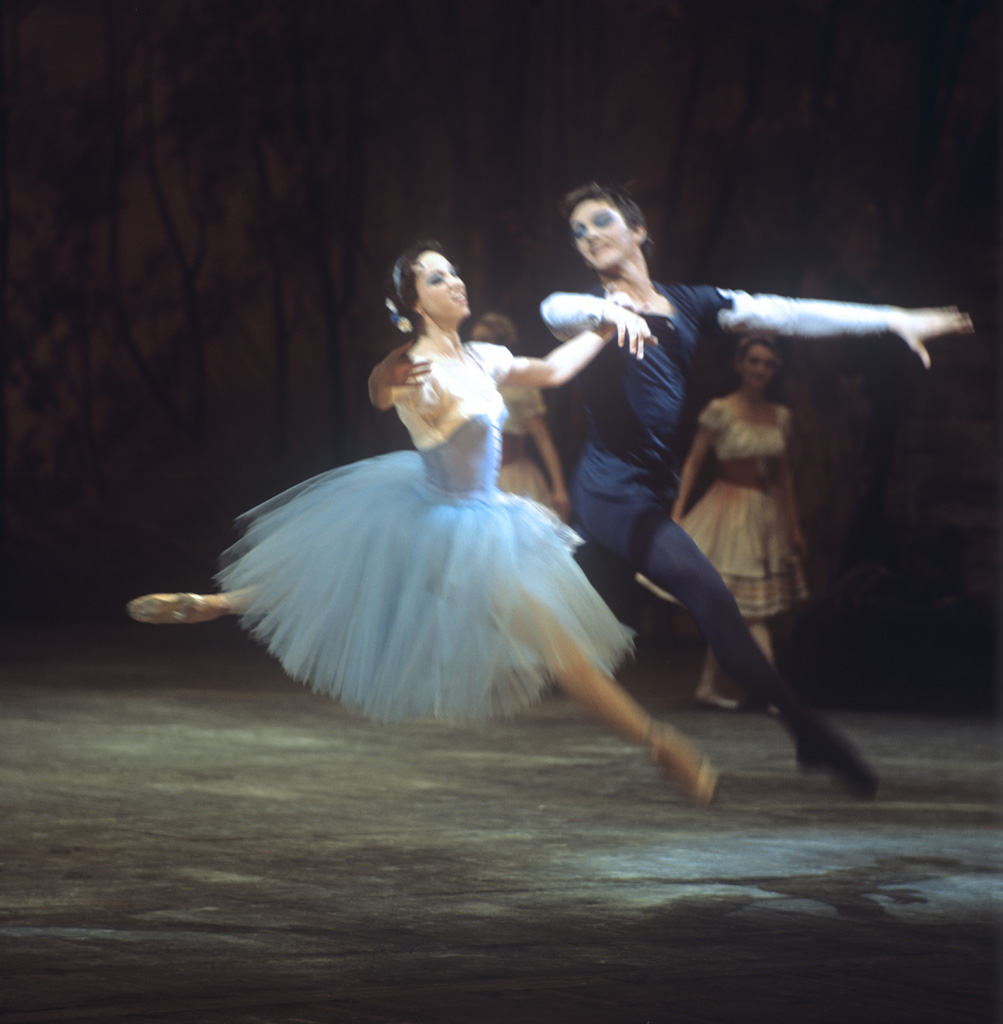
Marina Kondratyeva und Maris Liepa – zwei berühmte Absolventen

Die Moskauer Staatliche Akademie für Choreographie (russisch Московская государственная академия хореографии) ist eine Moskauer Ballettschule. Sie ist an das Bolschoi-Ballett angegliedert und daher auch als Bolschoi-Ballettakademie bekannt. Ein Großteil der Tänzer des Bolschoi-Theaters erhielt hier seine Ausbildung.

## Geschichte

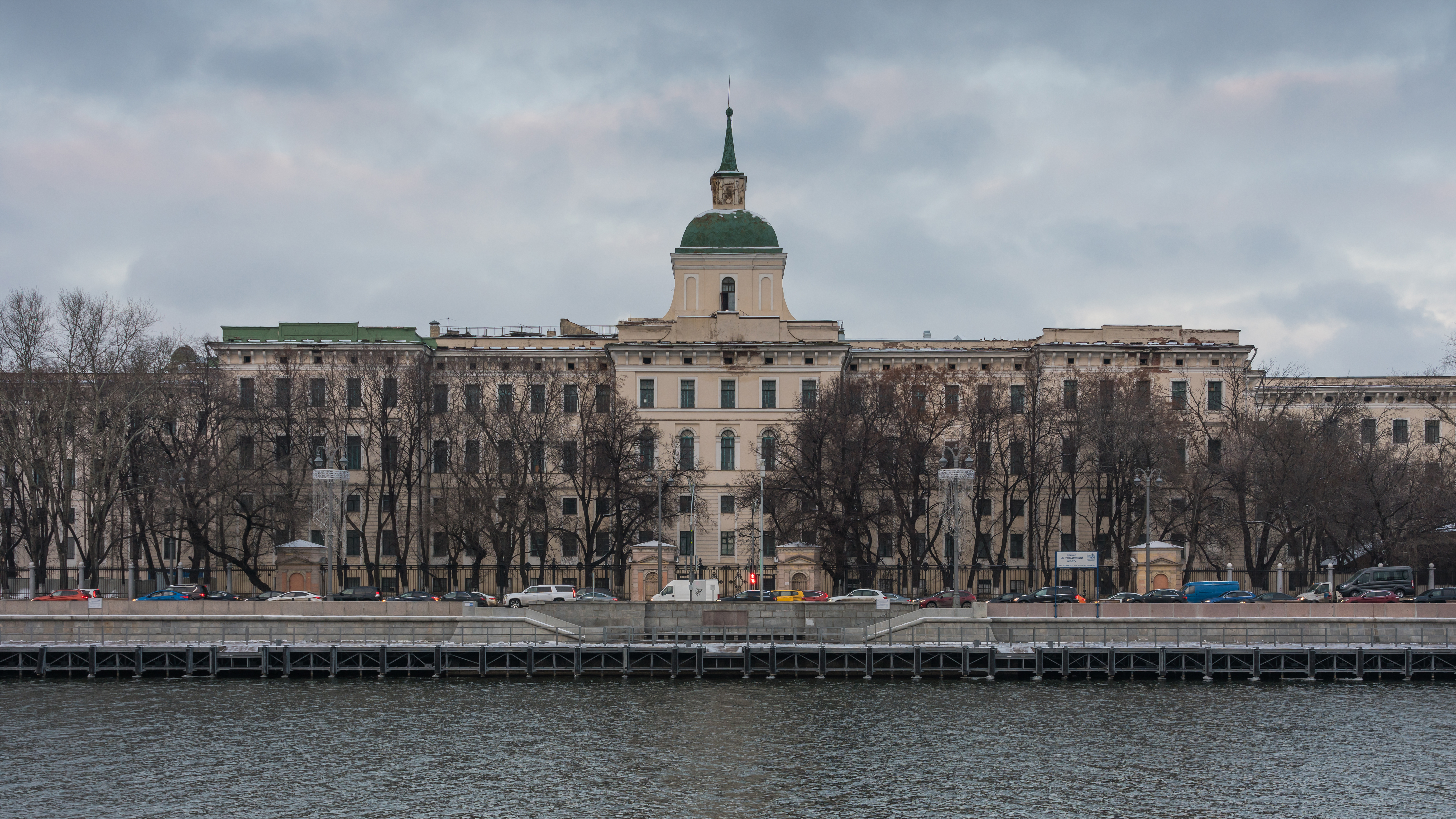
Start der Tanzausbildung im damaligen Kaiserlichen Haus der Erziehung (Orphanage) in Moskau, heute Russische Militärakademie

Bei dieser Ballettschule handelt es sich um eine der ältesten und renommiertesten der Welt. Sie wurde 1763 von der Zarin Katharina II. als erste Theaterschule in Moskau gegründet. Dies erfolgte zunächst in Form einer Tanzausbildung im Rahmen des „Imperialen Hauses der Erziehung“ (Импера́торский Воспита́тельный дом). Der italienische Tanzlehrer Filippo Beccari wurde eingeladen 26 Mädchen und 28 Jungen die Tanzkunst zu lehren.
Die ersten „Tanzklassen“ begannen im Jahr 1773; die ersten Abschlüsse erfolgten 1779. Die Klassen wurden 1784 unter die Aufsicht des Petrowski-Theaters – dem ersten Musiktheater Moskaus und Vorläufer des Bolschoi-Theaters – und 1806 unter jene des Kaiserlichen Theaters gestellt, bis sie schließlich als Moskauer Kaiserliche Theaterschule reorganisiert wurden. In den Jahren 1920 bis 1961 erfolgten mehrere Umbenennungen; weitere folgten:
- ab 1961: Moskauer Akademische Fachschule des Ministeriums für Kultur des UdSSR
- ab 1987: Moskauer Staatliches Institut für Choreographie
- ab 1995: Moskauer Staatliche Akademie für Choreographie.

Von 1961 bis 1968 wurde an der 2. Frunse-Straße im Zentrum von Moskau nach den Entwürfen der Architekten V.V. Lebedev und A. Larin ein Gebäudekomplex der Akademie errichtet, für den die Architekten einen nationalen Architekturpreis erhielten.
Heute werden an dieser Schule 150 Jungen und Mädchen im Alter von 11 bis 16 Jahren im Rahmen einer Gesamtschule mit Internat unterrichtet. Die Hälfte der Studenten sind Ausländer, darunter rund 30 Japaner. Bei den jährlichen Konkursen (Aufnahmeprüfungen) kommen zehn Bewerbungen auf einen Platz. Eine Präsentation ihrer Leistungen geben die Absolventen jährlich.

## Direktoren / Rektoren
- 1773–1777: Filippo Beccari
- 1778–1783: Leopold Paradis
- 1783–1805: Cosimo Morelli
- 1806–1808: Jean Lamiral
- 1808–1811: Dominique Lefèvre
- 1811–1839: Adam Gluschkowski
- 1839–1846: Konstantin Bogdanow
- 1846–1850: Fjodor Manochin
- 1858–1869: Fjodor Manochin

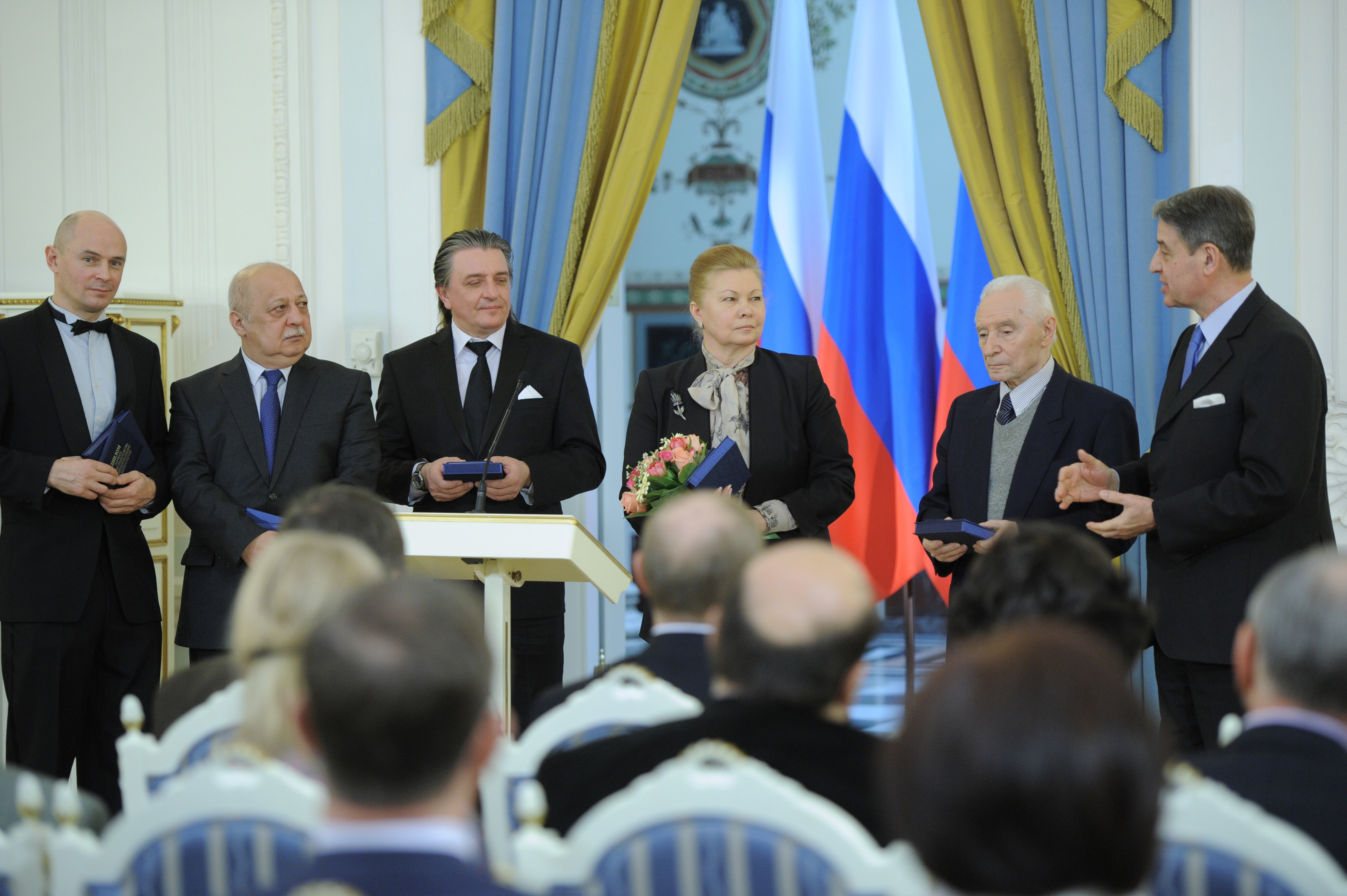
Festakt in Anwesenheit von Wladimir Putin 2011 – in der Mitte die Rektorin Marina Leonowa

- 1869–1872: Pierre Frédéric Malavergne
- 1872–1874: Gustave Legat
- 1874–1883: Sergei Petrowitsch Sokolow
- 1883–1898: Alexei Bogdanow
- 1898–1902: Wassili Gelzer
- 1902–1907: Alexander Alexejewitsch Gorski
- 1907–1917: Wassili Tichomirow
- 1917–1924: Alexander Alexejewitsch Gorski
- 1931–1936: Wiktor Alexandrowitsch Semjonow
- 1937–1941: Pjotr Gussew
- 1942–1945: Nikolai Iwanowitsch Tarassow
- 1945–1947: Rostislaw Sacharow
- 1948–1953: Leonid Lawrowski
- 1953–1954: Nikolai Iwanowitsch Tarassow
- 1954–1958: Michail Gabowitsch
- 1959–1964: Juri Kondratow
- 1960–2001: Sofia Golowkina
- 1964–1967: Leonid Lawrowski
- 1968–1972: Alexei Jermolajew
- 1973–1987: Maxim Martirosjan
- 1988–1993: Igor Uksusnikow
- 2001–2002: Boris Borissowitsch Akimow
- seit 2002: Marina Leonowa

## Bekannte Absolventen (Auswahl)
- Nino Ananiaschwili
- Natalja Igorewna Bessmertnowa
- Sergei Filin
- Olga Lepeschinskaja
- Vladimir Malakhov
- Jekaterina Maximowa
- Maja Plissezkaja
- Juri Possochow
- Alexander Radunski
- Polina Semionowa
- Wladimir Wassiljew